# Гликемијски индекс
Након уношења неке намирнице и њене разградње и апсорпције у дигестивном тракту, долази до пораста нивоа шећера (глукозе) у крви. Као резултат тога, панкреас почиње да лучи хормон инсулин, који омогућава улазак глукозе, али са њом и других материја, унутар ћелије. Без присуства инсулина, овај процес би се одигравао знатно теже и спорије. 
Панкреас, као и други органи, има своје границе. Исцрпљивањем ове жлезде долази до поремећаја лучења инсулина и последичног развоја шећерне болести (лат. diabetes mellitus). Осим тога, висок ниво инсулина доводи и до стања хипогликемије, што организам региструје као глад. 
Број који одражава интензитет лучења инсулина након уношења неке намирнице, назива се гликемијски индекс (ГИ) за ту намирницу. Низак ГИ (<55) даје дуго осећај ситости, одржава ниво енергије, спречава нагло лучење инсулина и стварање масних наслага, делује превентивно за настанак диабетеса итд. Намирнице са вредностима 56-69 имају средњи, а преко 70 висок ГИ. 
Гликемијско оптерећење (енг. glycemic load) се добија када ГИ одређене намирнице помножимо са њеном количином. У суштини, то је оптерећење организма глукозом. То значи да и намирнице са ниским ГИ могу изазвати значајнији пораст нивоа глукозе у крви, када се уносе у великим количинама.